# Bunde (Allemagne)
Pour les articles homonymes, voir Bunde.
 Bunde  (Bunn dans le patois bas-allemand local) est une commune allemande de l’arrondissement de Leer en Frise orientale, dans le land de Basse-Saxe. 

Bunde est plus précisément située dans le Rheiderland, une des quatre dépendances historiques de l’arrondissement de Leer. Elle est située le long du Dollard, un bras de la mer du Nord. Elle est la seule commune de Frise orientale à avoir une frontière terrestre avec les Pays-Bas. Elle s’étend sur 121 km2 pour près de 7500 habitants, dont plus de la moitié vit au lieu-dit Hauport. La densité de population y est faible : 62 habitants / km². 9 % de la population est néerlandaise. 

Bunde est l’une des plus petites Einheitsgemeinden Frise orientale, c’est-à-dire une commune composées de plusieurs localités.

## Quartiers
- Wymeer